# Пархомівка (Білоцерківський район)
Пархо́мівка — село у Володарській селищній громаді Білоцерківського району Київської області. Засноване в 1616 році. Через село тече річка Тарган.

## Історія
Здавна Пархомівка належала князям Вишневецьким.
1750-го її купив дід Михайла Чайковського — Михайло Глембоцький.
Перед 1771-м тут була церква Покрови, яка завалилася від старості, й на її місці 1820-го власник Пархомівки побудував нову церкву.
1800-го майор Ян Бутович продав Пархомівку Вінцентієві Крижановському.
У 1903—1906 рр. за ескізами Миколи Реріха виконано дві мозаїки («Покрова») для місцевої церкви.
8.06.1918 р. партизанський загін із Пархомівки, під впливом комуністичної пропаганди, прибув до недалекої Стрижавки для участі в повстанні проти української гетьманської влади та німецьких союзників гетьмана П.П.Скоропадського..

## Пам'ятки історії та архітектури
- Святопокровська церква

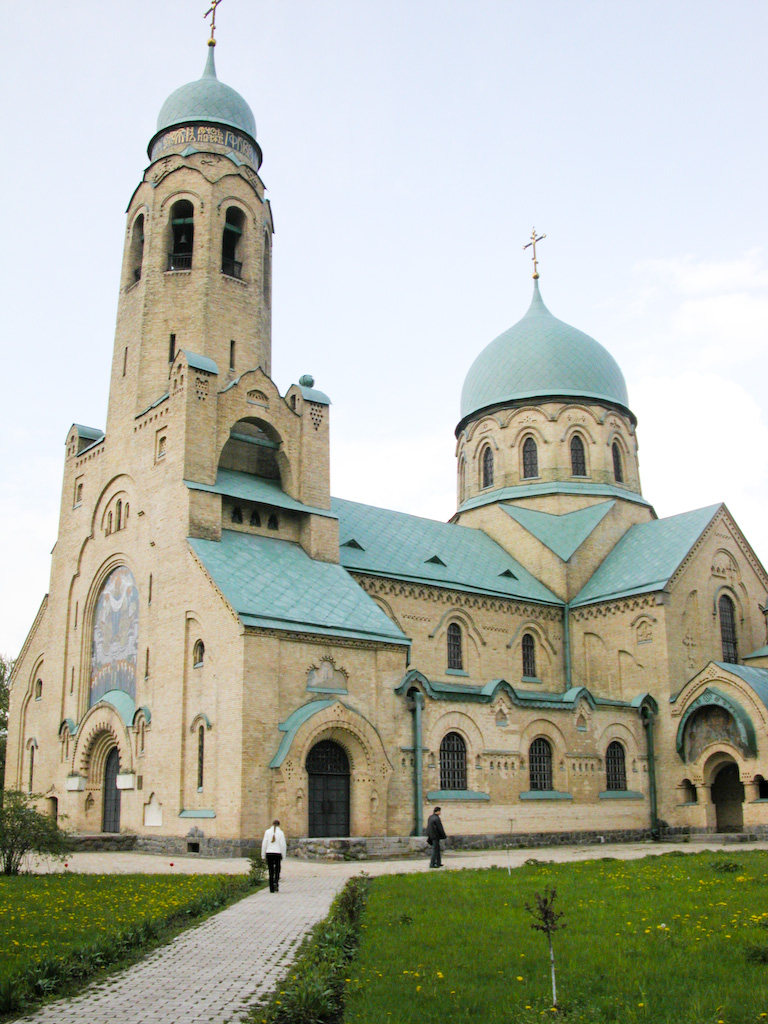
Святопокровська церква (Пархомівка, Київська область)

- Ремісниче училище для хлопчиків, 1908 року.[2]

## Люди
- Северин Крижановський — полковник гвардії стрільців — народився тут 14 липня 1787 р.
- У Пархомівці 1769−1770 помер козак Вернигора.
- Никифор Блаватний (13 березня 1886, Пархомівка — 7 квітня 1941, Буенос-Айрес) — український військовий і громадський діяч, драматург, журналіст.
- Юрій Пацан (народився 1963 в Пархомівці) — український художник, заслужений художник України.